# Mordellistena convicta
Mordellistena convicta är en skalbaggsart som beskrevs av Leconte 1862. Mordellistena convicta ingår i släktet Mordellistena och familjen tornbaggar. Inga underarter finns listade i Catalogue of Life.